# 인디아나 산체스
인디아나 산체스(Indiana Sánchez, 1987년 8월 3일 ~ )는 니카라과의 모델, 미인 대회 우승자이다. 2009년 미스 니카라과 우승자이며 미스 유니버스 2009에서 니카라과 대표로 참가했다.